# 安永全
安永全（1944年8月—2020年10月9日），山西霍州市人，中华人民共和国政治人物。

## 生平
1961年8月，在霍县搬运公司当工人。1964年9月，在山西师范学院中文系学习。毕业后，1968年12月进入霍县矿务局，担任宣传部干事。1971年1月，任省电台驻临汾记者站记者、站长。1974年2月加入中国共产党。1983年10月，任乡宁县委副书记、县长。1987年7月，任中共临汾地委副秘书长。1988年12月，任浮山县委书记。1993年3月，任晋城市副市长。1995年7月，任临汾行署副专员；2000年6月，任运城地委副书记。2000年9月，任中共运城市委副书记（至2005年4月）。2003年7月，兼任中共运城市委党校校长。2005年4月，任中共运城市政协党组第一副书记，在政协第一届运城市委员会第五次会议上被选举为运城市政协主席。2006年5月，政协第二届运城市委员会第一次会议上当选为运城市政协主席。2020年10月9日，因病去世。